# Ve Smečkách
Ve Smečkách je jednou z významnějších ulic v centru Prahy na Novém Městě. Byla místem, kde se setkávali čeští literáti i místem, kde se rozhodovalo o budoucnosti Československa v časech okupace.[zdroj?]

## Trasa
Ulice Ve Smečkách je souběžná s ulicemi Štěpánská a Krakovská, vybíhá kolmo z ulice Žitná. Je dlouhá 376 metrů a ústí na Václavské náměstí. Součástí ulice jsou i dvě pasáže. První je pasáž studia Dva, která spojuje ulici Ve Smečkách s Václavským náměstím a ulicí Krakovská. Druhou pasáží je Štěpánská, která spojuje ulici Ve Smečkách s ulicí Štěpánská.

## Historie názvu
První zmínka o ulici Ve Smečkách se datuje rokem 1399 s názvem Smekhacz (od smek hacě ve významu smekl kalhoty. Název ulice je vykládán jako Smekáčova (zkomolením původního názvu) případně odvozován od smeček toulavých psů. V polovině 19. století se používal název Zahradní nebo Zahradnická, který byl roku 1869 úředně změněn na Ve Smečkách.

## Kulturní památky
V ulici se nacházejí následující kulturní památky:
- dům č.p. 599, č. o. 29 - Typografická beseda - řadový čtyřpatrový dům novorenesanční fasádu architekta Františka Škabrouta s dochovaným sálem Typografické besedy[2]
- dům č.p. 605, č. o. 3 - Dům U Kremličků - původně středověký hrázděný dům, klasicistně přestavěný v 19. stolení. Dům výrazně předstupuje do uliční čáry jako pozůstatek původní linie ulice, má gotický sklep.[3]
- dům č.p. 1920, č. o. 27 - Obchodní a nájemní dům F. Baumanna - funkcionalistický obchodní dům z let 1937 - 1938 architekta Eugena Rosenberga, jehož součástí je i dům čp. 622 s fasádou do Štěpánské ulice. Domem prochází pasáž.[4]
- dům. č.p. 802 - Palác Fénix - nárožní palác v puristicko-funkcionalistickém stylu s fasádami do Václavského náměstí a ulic Krakovská a Ve Smečkách architektů Josefa Gočára a Bedřicha Ehrmanna [5]

## Významní obyvatelé a kulturní instituce

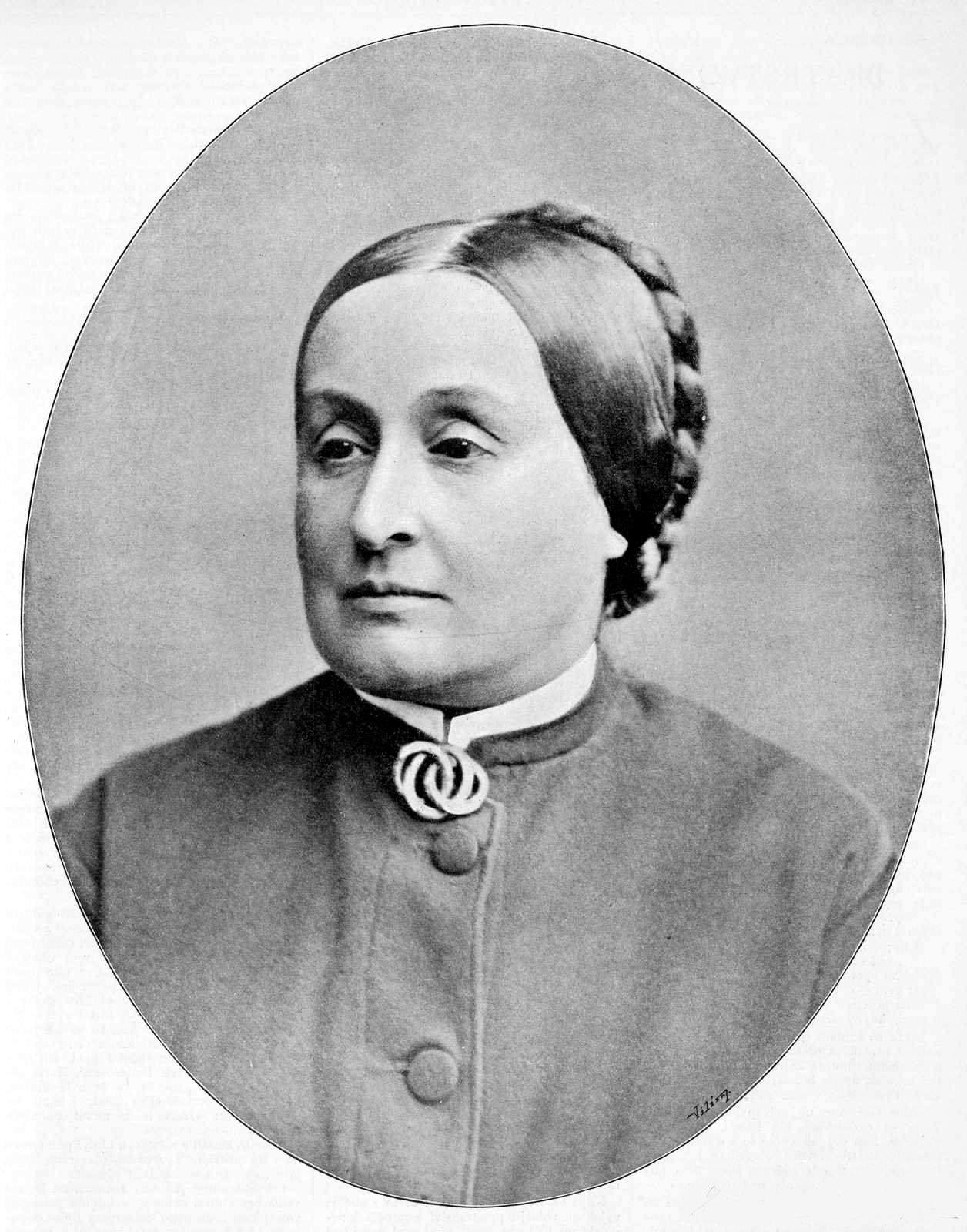
Karolína Světlá

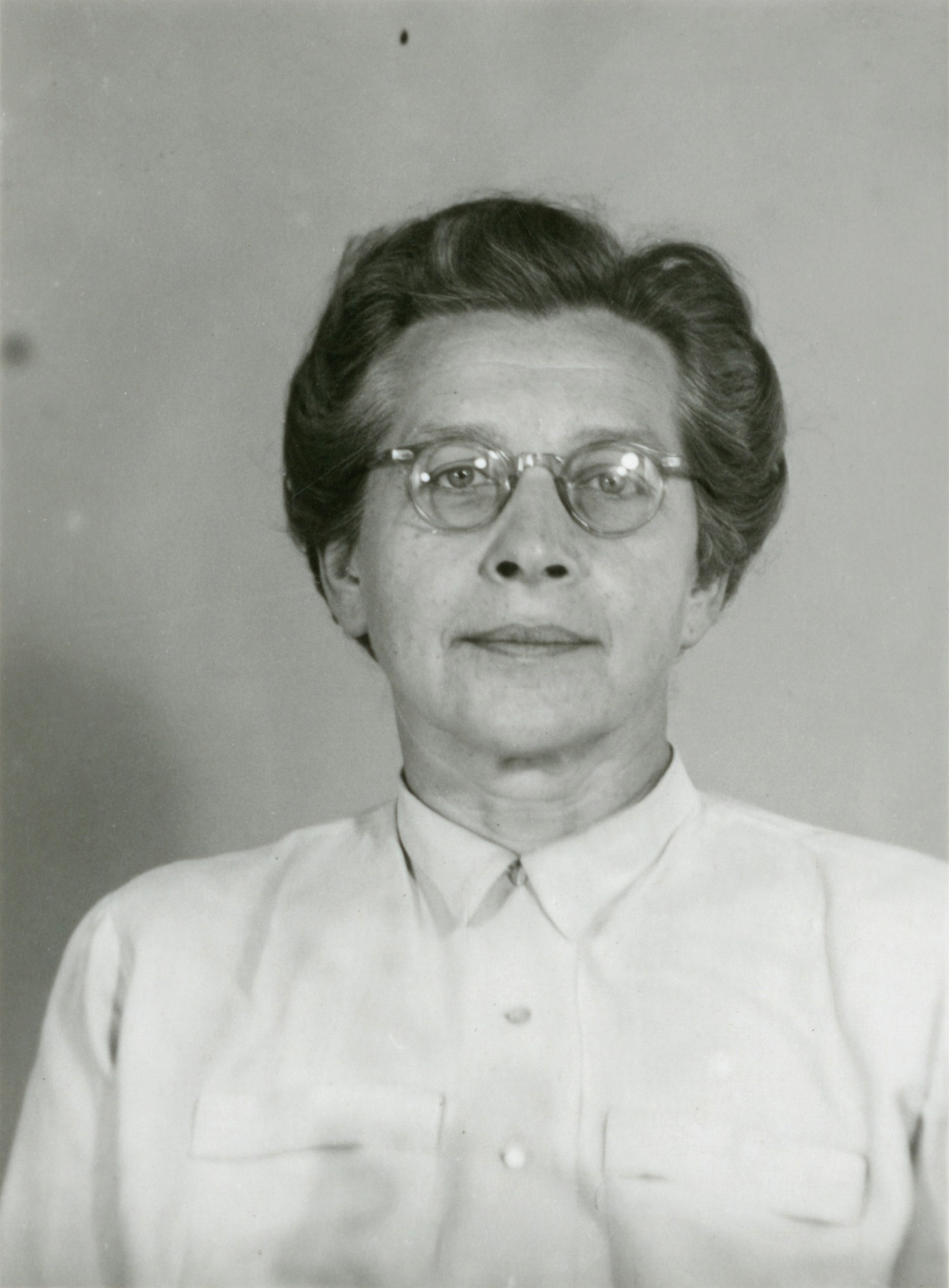
Milada Horáková

- Karolina Světlá žila se svým mužem Petrem Mužákem v domě U města Paříže[6]
- Nikola Tesla žil v domě č.p. 603/13 v letech 1880-1881. Na domě je pamětní deska.[7]
- Hospoda U Kocanů byla v č. p. 605/3 minimálně od roku 1890 (předtím pod jiným názvem). O hospodě U Kocanů se zmiňuje Jaroslav Hašek v Osudech dobrého vojáka Švejka, i když není jisté, zda nepsal o stejnojmenné hospodě v Nuslích[8]
- Ženský klub český sídlil ve své budově Ve Smečkách č.p. 594/26. Klub se staral o kulturní a politickou angažovanost a rovnoprávnost žen. Dům sloužil zároveň jako ubytovna pro ženy, místo, kde se ženy mohly svobodně vyjadřovat a komentovat společenské dění. Mezi zakladatele patřila Františka Plamínková, jednou z členek klubu byla i Milada Horáková[9]
- Divadlo Semafor Jiřího Suchého a Jiřího Šlitra zahájilo v suterénním sále dřívějšího Ženského klubu českého svou činnost (30. 10. 1959, Člověk z půdy)[10]
- Činoherní klub zahájil svou činnost v sále dříve užívaném Semaforem v roce 1965 inscenací Piknik Ladislav Smočka v autorově režii. Divadelní scéna pod stejným názvem zde působí dodnes (2016).[11]
- Galerie Smečky - výstavní galerie, kterou Ve Smečkách 2091/24 provozuje Pražská plynárenská od r. 2006[12]
- Knihovna a tiskárna pro nevidomé K. E. Macana sídlí v domě č.p. 602.

V dnešní době je ulice spíše centrem nočního života. Nachází se v ní několik nočních podniků, které nabízejí široké spektrum kabaretních show a sexuálních služeb.